# Haumea (mitologia)
Haumea – w mitologii hawajskiej bogini urodzaju i porodu dzieci.
Haumea wraz z Kāne Milohai, jest matką Pele, Kā-moho-aliʻi, Nāmaka, Kapo i Hiʻiaka. Była potężną czarodziejką. Zrodziła wiele różnych istot, ale żadnego z nich naturalnie – wyskakiwały one z jej części ciała, między innymi przez ciemiączko. Została zabita przez Kaulu.
Planeta karłowata (136108) Haumea została nazwana jej imieniem.